# Rudolf Röding
Gustaf Rudolf Röding, född den 8 mars 1847 i Mariestad, död den 16 januari 1941 i Göteborg, var en svensk skolman och filolog.
Röding blev student 1864, filosofie kandidat 1871, filosofie doktor 1872 och docent i grekiska 1874, allt i Uppsala. Han var lektor i grekiska och latin vid Karlstads högre allmänna läroverk från 1879, rektor vid Gävle högre allmänna läroverk från 1885 och vid Göteborgs latinläroverk 1894–1913, där han sedan 1901 även var lektor. Röding, som blev ledamot av Kungliga Vetenskaps- och Vitterhetssamhället i Göteborg 1898, skrev bland annat uppsatser i Uppsala universitets årsskrift (1874, 1876), Pompeji, en bild ur det antika stadslifvet (1879) och Bidrag till Göteborgs latinläroverks historia (1898, 1918, 1921). Han utgav översättningar, bland annat av de homeriska hymnerna (1927) och av Euripides skådespel Ion (1932). Röding blev riddare av Nordstjärneorden 1893 och kommendör av andra klassen av samma orden 1919. Han vilar på Östra kyrkogården i Göteborg.